# Ketobemidon
Ketobemidon – organiczny związek chemiczny, syntetyczny lek opioidowy objęty Jednolitą konwencją o środkach odurzających z 1961 roku (wykazy I i IV). W Polsce jest w grupach I-N i IV-N Ustawy o przeciwdziałaniu narkomanii.